# Metacatharsius simulator
Metacatharsius simulator là một loài bọ cánh cứng trong họ Bọ hung (Scarabaeidae).